# Humanity's Last Breath
Humanity's Last Breath est un groupe suédois de deathcore, fondé en 2009 et originaire de Helsingborg.

## Historique
Humanity's Last Breath est fondé en 2009 par Buster Odeholm, batteur du groupe Vildhjarta, et le guitariste Kristoffer Nillsson. Le groupe sort un premier EP intitulé Reanimated by Hate en 2010, puis un second, Structures Collapse, en 2011. Leur premier album studio, Humanity's Last Breath, sort en 2013. Un second album studio, Abyssal, sort en 2019, puis un troisième, Välde, en 2021,. En 2023, le groupe annonce la sortie de son quatrième album studio, Ashen.

## Style musical
La musique de Humanity's Last Breath est généralement qualifiée de deathcore ou de djent. Les guitares sont accordées de façon particulièrement grave et utilisées de manière dissonantes de par l'accordage très particulier (par exemple E B E A A A) et l'utilisation de la pédale Whammy durant les compositions afin de changer les intonations. 

## Membres

### Membres actuels
- Buster Odeholm – guitare, basse, batterie (depuis 2009)
- Filip Danielsson – chant (depuis 2016)

### Membres additionnels
- Calle Thomer – guitare studio (depuis 2016)
- Tuomas Kurikka – guitare live (depuis 2016)
- Klas Blomgren – batterie (depuis 2020)

### Anciens membres
- Marcus Hultqvist – chant (2009-2014)
- Kristoffer Nillsson – guitare (2009-2014)
- Stefan Bengtsson – basse (2009-2014)
- Marcus Rosell – batterie (2016-2018)

## Discographie

### Albums studio
- 2013 : Humanity's Last Breath
- 2019 : Abyssal
- 2021 : Välde
- 2023 : Ashen

### EPs
- 2010 : Reanimated by Hate
- 2011 : Structures Collapse
- 2016 : Detestor